# Badholmen

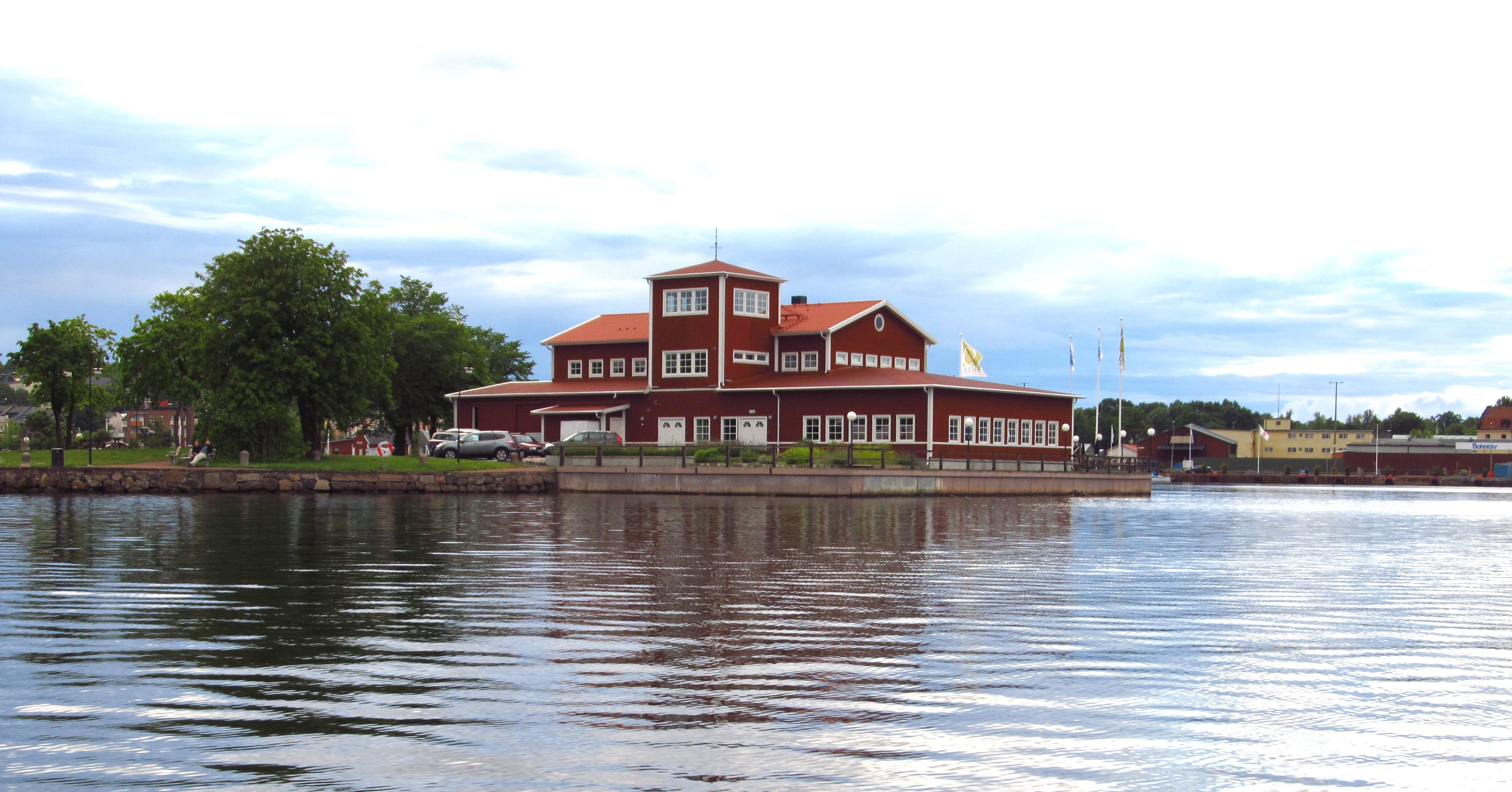
Badholmen

Badholmen is de aanduiding van twee eilanden in de Zweedse Kalixrivier.De rivier stroomt hier door het Kamlungeträsket. De eilanden waren vroeger een. Ze zijn beide langwerpig en onbewoond. Samen hebben ze een oppervlakte van ongeveer 3 hectare. Ze liggen in de schaduw van Strömsholmen.